# Camiguim
Camiguim (Camiguin) é um província de  quinta classe de renda da província (d) na região Mindanao Setentrional (Região X), nas Filipinas. De acordo com o censo de 1 de maio  de  2020 possui uma população de 92 808 pessoas e 22 281 domicílios.
A sua capital é Mambajao.

## Subdivisões
Municípios
- Catarman
- Guinsiliban
- Mahinog
- Mambajao
- Sagay